# Аванесова, Галина Алексеевна
Гали́на Алексе́евна Аване́сова (род. 18 ноября 1943 года, Москва, СССР) — советский и российский философ, социолог и культуролог, специалист в области истории и теории культуры, социокультурной динамики. Доктор философских наук.

## Биография
В 1969 году окончила философский факультет МГУ имени М. В. Ломоносова.
В 1993 году защитила диссертацию на соискание учёной степени Доктор философских наук по теме «Художественно-творческая деятельность как компонент социокультурной динамики».
С 1996 года — действительный член РАЕН.
Работала в МГУ, МГГУ имени М. А. Шолохова, МПГУ.
Читала курсы и спецкурсы по различным аспектам теории и истории культуры: культурная политика и практика, этнология, прикладная и теоретическая культурология, современные проблемы культурологии, история мировой и российской культуры, религии мира и СМИ, наука в системе культуры и др.
В настоящее время ведёт научно-исследовательскую деятельность в Российской академии народного хозяйства и государственной службы при Президенте РФ — эксперт центра «Гражданское общество и социальные коммуникации» Института государственной службы и управления.
Член редакционной коллегии научного журнала «Социально-гуманитарные знания».
Автор более чем 170 научных публикаций.

## Сфера научных интересов
- Методологические и методические аспекты гуманитарного познания;
- Социологические и прикладные аспекты культурологического знания;
- Особенности исторических и современных проблем развития российской культуры-цивилизации.

## Научные труды

### Монографии
- Аванесова Г. А. Человек любящий. Культурологический анализ. М., 1997. 102 с.
- Аванесова Г. А. Динамика культуры. М.: Изд-во АО «Диалог-МГУ», 1997. — 59 с. ISBN 5-89209-042-6
- Аванесова Г. А., Астафьева О. Н. Социокультурное развитие российских регионов: механизмы самоорганизации и региональная политика. М.: Изд-во РАГС, 2001. — 314 с.
- Аванесова Г. А. Культурология: фундаментальные основания прикладных исследований. М., 2010 (в соавт.).

### Учебные пособия
- Морфология культуры. Структура и динамика. Учебное пособие для вузов. М., 1994 (в соавт.)
- Туризм, гостеприимство, сервис. Словарь-справочник. Учебное пособие для студентов. Авторы-составители Г. А. Аванесова и др. М.: Аспект Пресс, 2002. — 365 с. ISBN 5-7567-0266-0
- Аванесова Г. А. Сервисная деятельность. Историческая и современная практика, предпринимательство, менеджмент. Учебное пособие. М.: Аспект Пресс, 2004. — 317 с. ISBN 5-7567-0317-9 (в 2007 году вышло 2-е издание, исправленное и дополненное ISBN 978-5-7567-0413-6).
- Аванесова Г. А. Исследования по теории и истории культуры. Особенности подготовки научно-квалифицированной работы. Учебно-методическое пособие. М.: Макс Пресс, 2004. — 21 с.
- Аванесова Г. А. Культурно-досуговая деятельность. Теория и практика организаци. Учебное пособие для студентов высших учебных заведений. М.: Аспект Пресс, 2006. — 235 с. ISBN 5-7567-0424-8
- История философии науки. Методическое пособие / Г. А. Аванесова, А. В. Миронов, И. А. Купцова. М.: МГГУ, 2013. — 58 с. ISBN 978-5-8288-1425-1

### Словари
- Аванесова Г. А. Туризм, гостеприимство, сервис. Словарь-справочник. М., 2002.

### Статьи (за последние годы)
- Аванесова Г. А. Русский и украинский этногенез в контексте государственности разных типов // Народы, этносы, нации: вопросы культуры, государственности и искусства. Новосибирск: СибАк, 2015.
- Аванесова Г. А., Купцова И. А. Коды культуры: понимание сущности, функциональная роль в культурной практике // В мире науки и искусства: вопросы филологии, искусствоведения и культурологии. Сб. ст. по материалам XLVII Междунар. науч.-практ. конф. № 4 (47). Новосибирск : СибАК, 2015. С. С. 28−37.
- Аванесова Г. А. Сравнительный анализ русского и немецкого культурно-психологических типов в битвах Великой Отечественной войны // Социально-гуманитарные знания. 2014. № 1. С. 194—215.
- Аванесова Г. А., Черныш А. М. О познавательно-семантических поворотах в изучении самосознания и характера русского народа в современной отечественной гуманитаристике // Вестник Московского городского педагогического университета. Серия «Философские науки». 2014. № 2. С. 11-24.
- Аванесова Г. А., Астафьева О. Н. Культурно-гуманитарные аспекты евразийского сотрудничества: Россия в межцивилизационных союзах. Часть 1 // Социально-гуманитарные знания. 2015 № 3.
- Аванесова Г. А., Астафьева О. Н. Культурно-гуманитарные аспекты евразийского сотрудничества: Россия в межцивилизационных союзах. Часть 2 // Социально-гуманитарные знания. 2015 № 4.
- Аванесова Г. А., Астафьева О. Н. Развитие национальной культуры и культурная политика в Российской Империи и СССР: сравнительный анализ // Ярославский педагогический вестник. 2015 № 4.
- Аванесова Г. А. Теория локальных цивилизаций и практика глобальных межкультурных взаимодействий. Ч.1 // Социально-гуманитарные знания. 2015. № 1.
- Аванесова Г. А. Теория локальных цивилизаций и практика глобальных межкультурных взаимодействий. Ч.2 // Социально-гуманитарные знания. 2015. № 2.
- Аванесова Г. А., Иванова Е. В. Этногенез русских и украинцев в рамках развития государственности державного типа // Власть. 2015 № 4.С. 58-64.
- Аванесова Г. А. Нациогенез русских и украинцев как факторы развития разных типов государственности в ХХ-нач. XXI вв. // Власть. 2015 № 5.
- Аванесова Г. А. Кризисы и риски национальной безопасности в контексте развития российской культуры-статья // Социально-гуманитарные знания. 2015 № 5.
- Аванесова Г. А., Астафьева О. Н. Россия в межцивилизационных союзах: культурно-гуманитарные аспекты евразийского сотрудничества // Вестник ЧГАКИ. 2015. № 4.
- Аванесова Г. А., Астафьева О. Н. Культурная политика и национальная культура: перспективы стратегического вектора современной России // Ярославский педагогический вестник. 2015. № 5.
- Аванесова Г. А. Журнал «Социально-гуманитарные знания» как аналитический инструмент познания России и её роли в глобальном мире // Социально-гуманитарные знания. 2019. № 1. С. 21-59.